# Cyrtandra radiciflora
Cyrtandra radiciflora är en tvåhjärtbladig växtart som beskrevs av Charles Baron Clarke. Cyrtandra radiciflora ingår i släktet Cyrtandra och familjen Gesneriaceae. Inga underarter finns listade i Catalogue of Life.